# Yumi Matsutoya
Arai Yumi (松任谷由実, nascuda el 19 de gener de 1954), el nom de pila així com el que conservà com artístic és Yumi Arai, és una de les japoneses més conegudes en el món de la música.
Yumu nasqué en el barri d'Hachioji. El seu nom ho va canviar a partir dels 13 anys quan per haver-se graduat de l'escola d'arts xineses es posà Yuming.
El 1972, se rellançà a l'espectacle com solista amb el soundtrak Henji wa Iranai (返事はいらない, traduït com "No és necessari que respongues"). L'any següent tragué el seu nou senzill Hikoki-gumo (ひこうき雲). Encara que el seu debut oficial es feu l'any 1976 amb el seu àlbum "The 14th Moon," (la 14º Lluna), Des de llavors fou coneguda com a Arai Yumi.
A més el 1976 quan només tenia 22 anys, se casà amb el seu productor, Masataka Matsutoya (松任谷正隆), i com en la majoria dels països se canvià el cognom, quedant com Yumi Matsutoya. El 1990, rebé el disc d'or del grand prix. Des de llavors començà a aparéixer en comercials de televisió. Els fans sabien del seu talent i de la seua capacitat interpretativa de Yumi.
Algunes de les cançons que la feren saltar a la fama foren Hikoki-gumo i Haru yo, Koi (春よ、来い, 1994, "La primavera vindrà") la qual fou utilitzada com obertura per a un programa de televisió, en TV Tokyo. La seua cançó Rouge no Den'gon (ルージュの伝言, "Rouge Message") fou la triada per a ser el tema principal de la pel·lícula de'anime Kiki's Delivery Service del llorejat estudi Ghibli.

## Discografia

### Àlbums i senzills
Lliurat com Yumi Arai
- ひこうき雲 (Hikōki-gumo) (1973)
- Misslim (1974)
- Cobalt Hour (1975)
- 14番目の月:The 14th Moon (14-banme no Tsuki) (1976)— Incloent el tema principal de la pel·lícula d'animació animació, Kiki's Delivery Service.

Lliurat com Yumi Matsutoya
- 紅雀 (Benisuzume) (1978)
- 流線形'80 (Ryūsenkei '80) (1978)
- Olive (1979)
- 悲しいほどお天気:Gallery in My Heart (Kanasii hodo Otenki) (1979)
- 時のないホテル(Toki no Nai Hotel) (1980)
- Surf and Snow Volume One (1980)
- 水の中のASIAへ (Mizu no Naka no Asia e) (1981)
- 昨晩お会いしましょう (Sakuban Oaisimashō) (1981)
- Pearl Pierce (1982)
- Reincernation (1983)
- Voyager (1983)
- No Side (1984)
- DA-DI-DA (1985)
- ALARM à la mode (1986)
- ダイアモンドダストが消えぬまに:Before the DIAMOND DUST fades... (Daiamondodasuto ga Kienumani) (1987)
- Delight Slight Light KISS (1988)
- Love Wars (1989)
- 天国のドア (The Gates of Heacen) (1990)
- Dawn Purple (1991)
- Tears and Reasons (1992)
- U-miz (1993)
- The Dancing Sun (1994)
- Kathmandu (1995)
- Cowgirl Dreamin'  (1997)
- スユアの波 (Suyua no nami, the Wave of Zuvuya) (1997)
- Frozen Roses (1999)
- Acacia (2001)
- Wings of Winter, Shades of Summer  (2002)
- Yuming Compositions:FACES (2003)
- VIVA! 6×7 (2004)
- A Girl in Summer (2006)

### Àlbums en Viu
- Yuming Visualive DA-DI-DA (1986)
- Yumi Arai the Concert with Old Friends (1996)

### Compilacions
Released as Yumi Arai
- Yuming Brand (1976)
- Yuming Brand Part-two  (1979)
- Yuming Brand Part-three (1981)
- Yuming Singles 1972-1976 (1987)
- Yuming History (1987)
- 決定盤～荒井由実　ベストセレクション (Ketteiban:Yumi Arai Best Selection) (1990)
- Yuming Collection (1992)
- Super Best Of Yumi Arai (1996)
- Yumi Arai 1972-1976 (Studio Albums box-set Compilation, 2004)

Released as Yumi Matsutoya
- Album (1977)
- Neue Musik:Yumi Matsutoya Complete Best Volume One (1998)
- Yumi Matsutoya 1978-1989 (Studio Albums box-set Compilation, 1999)
- Sweet, Bitter Sweet:Yuming Ballad Best (2001)